# 外環三郷西インターチェンジ

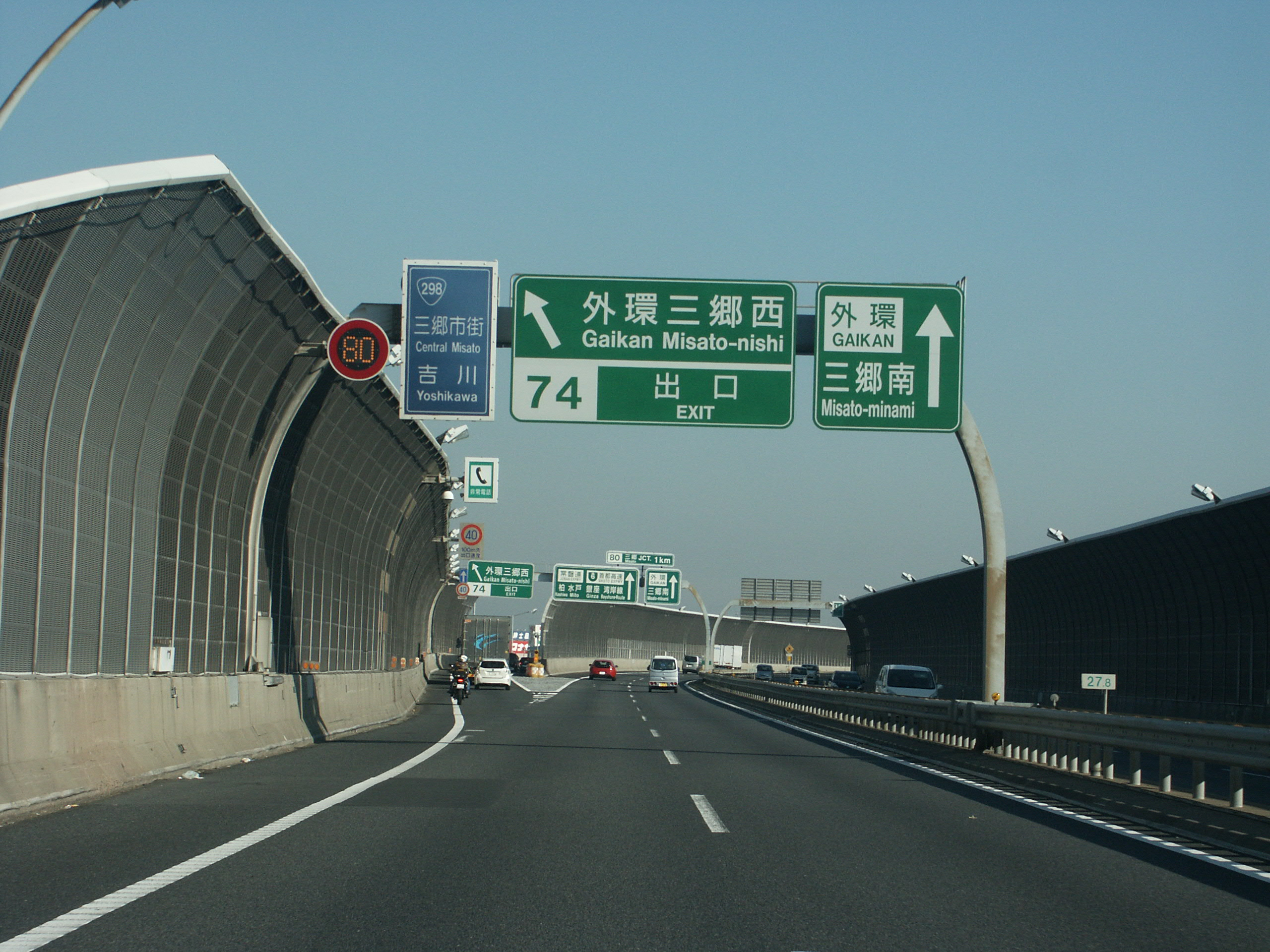
出口付近

外環三郷西インターチェンジ（がいかんみさとにしインターチェンジ）は、埼玉県三郷市天神にある、東京外環自動車道のインターチェンジ。
川口・美女木方面への入口、川口・美女木方面からの出口のみのハーフIC。そのため、本ICから常磐自動車道および首都高速6号三郷線の利用はできない。

## 道路
- C3 東京外環自動車道（74番）

## 接続する道路
- 国道298号

## 料金所
- レーン数：5
  - ETC専用：3
  - 一般：2

## 隣
C3 東京外環自動車道
(72)草加IC - （草加八潮JCT：事業中/外環八潮PA：事業中/SIC：準備段階調査中） - (74)外環三郷西IC - (80)三郷JCT - (81)三郷中央IC - (82)三郷南IC